# Zgierz (gemeente)
De gemeente Zgierz is een landgemeente in het Poolse woiwodschap Łódź, in powiat Zgierski.
De zetel van de gemeente is in Zgierz.
Op 31 december 2007 telde de gemeente 11 766 inwoners.

## Oppervlakte gegevens
In 2007 bedroeg de totale oppervlakte van gemeente Zgierz 199,05 km², waarvan:
- agrarisch gebied: 59%
- bossen: 29%

De gemeente beslaat 23,28% van de totale oppervlakte van de powiat.

## Demografie
Stand op 31 december 2007:
| Omschrijving                   | Totaal | Totaal | Vrouwen | Vrouwen | Mannen | Mannen |
| ------------------------------ | ------ | ------ | ------- | ------- | ------ | ------ |
| eenheid                        | aantal | %      | aantal  | %       | aantal | %      |
| inwoners                       | 11 766 | 100    | 5964    | 50,69   | 5802   | 49,31  |
| bevolkingsdichtheid (inw./km²) | 59,11  | 59,11  | 29,96   | 29,96   | 29,15  | 29,15  |

In 2002 bedroeg het gemiddelde inkomen per inwoner 1398,51 zł.

## Plaatsen in de gemeente Zgierz
- Kębliny
- Zgierz

## Aangrenzende gemeenten
Aleksandrów Łódzki, Głowno, Łódź, Ozorków, Ozorków, Parzęczew, Piątek, Stryków